# Trametes hirsuta
Il Trametes hirsuta (Wulfen Pilát) è un fungo legnoso appartenente alla famiglia delle Polyporaceae.

## Descrizione della specie
Corpo fruttifero
Solitario o a gruppi di mensole sovrapposte; solcato e zonato concentricamente; tomentoso, coperto di villosità o irsuto di peli; biancastro, giallognolo o fulvo, con l'età grigio-nerastro.
Tubuli
Da bianchi a giallastri.
Pori
Tondi, bianchi, poi color crema, tendenti al grigio-bruno.
Carne
Dura e coriacea, gommosa da giovane, bianca.
- Odore: anisato nel fungo fresco.
- Sapore: amaro.

Spore
Lisce, ellissoidali, subcilindriche, un po' arcuate, color bianco-paglierino in massa, ialine, non amiloidi, senza guttule, 6-7,5 × 1,5-2,5 µm.

## Habitat
Fruttifica tutto l'anno, su legno di latifoglie.

## Commestibilità
Non commestibile, legnoso.

## Etimologia
Dal latino hirsutus = irsuto, per l'aspetto villoso del suo cappello.

## Sinonimi e binomi obsoleti
- Boletus hirsutus Wulfen, Collnea bot. 2: 149 (1789) [1788]
- Boletus nigromarginatus Schwein., Schr. naturf. Ges. Leipzig 1: 98 (1822)
- Boletus velutinus J.J. Planer, Ind. Pl. erfurt. Fung. add.: 26 (1788)
- Coriolus hirsutus (Wulfen) Pat., Catalogue Raisonne des Plantes Cellulaires de la Tunisie (Paris): 47 (1897)
- Coriolus nigromarginatus (Schwein.) Murrill, Bull. Torrey bot. Club 32(12): 649 (1905)
- Coriolus vellereus (Berk.) Pat., Bulletin du Muséum National d'Histoire naturelle, Paris 27: 376 (1921)
- Coriolus velutinus P. Karst., Trudy Troitsk. Otd. imp. russk. geogr. obsc. 8: 61 (1906)
- Daedalea polyzona sensu auct.; fide Checklist of Basidiomycota of Great Britain and Ireland (2005)
- Fomes gourliei (Berk.) Cooke, Grevillea 14(no. 69): 20 (1885)
- Hansenia hirsuta (Wulfen) P. Karst., Meddn Soc. Fauna Flora fenn. 5: 40 (1880)
- Hansenia vellerea (Berk.) P. Karst., Meddn Soc. Fauna Flora fenn. 5: 40 (1880)
- Microporus galbanatus (Berk.) Kuntze, Revis. gen. pl. (Leipzig) 3: 496 (1898)
- Microporus hirsutus (Wulfen) Kuntze, Revis. gen. pl. (Leipzig) 3: 496 (1898)
- Microporus nigromarginatus (Schwein.) Kuntze, Revis. gen. pl. (Leipzig) 3: 496 (1898)
- Microporus vellereus (Berk.) Kuntze, Revis. gen. pl. (Leipzig) 3: 497 (1898)
- Polyporus cinerescens Lév., Annls Sci. Nat., Bot., sér. 2: 184 (1844)
- Polyporus cinereus Lév., Annls Sci. Nat., Bot., sér. 5: 140 (1846)
- Polyporus fagicola Velen., České Houby 4-5: 654 (1922)
- Polyporus galbanatus Berk., Ann. Mag. nat. Hist. 10: 377 (1843) [1842]
- Polyporus gourliei Berk.,: 253 (1860)
- Polyporus hirsutus (Wulfen) Fr., Collectanea Botanica a Barcinonensi Botanica Instituto 3: 265 (1821)
- Polyporus vellereus Berk., J. Bot., London 1: 455 (1842)
- Polystictoides hirsutus (Wulfen) Lázaro Ibiza, Revta R. Acad. Cienc. exact. fis. nat. Madr. 14: 756 (1916)
- Polystictus cinerescens (Lév.) Sacc., Sylloge fungorum (Abellini) 6: 223 (1888)
- Polystictus galbanatus (Berk.) Cooke, Grevillea 14(no. 71): 83 (1886)
- Polystictus hirsutus (Wulfen) Fr., Systema mycologicum (Lundae) 1: 367 (1821)
- Polystictus nigromarginatus (Schwein.) P.W. Graff, Bull. Torrey bot. Club (1921)
- Polystictus vellereus (Berk.) Fr., Nova Acta R. Soc. Scient. upsal. 1: 87 (1851)
- Scindalma gourliei (Berk.) Kuntze, Revis. gen. pl. (Leipzig) 3: 518 (1898)
- Trametes porioides Lázaro Ibiza, Los poliporaceos de la flora Espanola: 372 (1917)